# Ведьмак: Кровавый след
«Ведьмак: Кровавый след» (The Witcher Mobile, англ. The Witcher: Crimson Trail, пол. Wiedźmin: Krwawy Szlak) — двухмерная игра для мобильных телефонов, разработанная компанией Breakpoint по лицензии CD Projekt по мотивам серии романов известного польского писателя Анджея Сапковского.
В апреле 2008 года по версии европейского мультимедиа сервиса MediaPlazza игра «Ведьмак: Кровавый след» находилась на первых позициях списка самых загружаемых мобильных игр. В мае 2008 года мобильная игра «Ведьмак: Кровавый след» была представлена на старейшую игровую награду «Golden Joystick Award» в номинации «4Talent Mobile Game of The Year».

## Сюжет
Главный герой — Геральт из Ривии, ведьмак. Он только прошёл курс специального обучения и отправился в опасный мир. Чтобы заработать себе на жизнь, ему приходится спасать людей от кишащих там монстров. До Геральта доходят слухи, что жителей окрестных селений терроризирует какой-то зверь. Он пытается выяснить в чём дело.

## Особенности
- 12 уровней, которые проходят в 4-х различных локациях
- 7 типов врагов + 4 уникальных босса
- 2 меча + 4 ведьмачьих Знака
- Возможность собирать травы и смешивать их
- Динамическая система Комбо
- 3 режима игры: Квест, Переиграть уровень, Арена
- Возможность выбора, который влияет на конец игры